# Vaughn Bodē
Pour les articles homonymes, voir Bode.
Vaughn Bodē, né à Utica dans l'État de New York le 22 juillet 1941 et mort à San Francisco le 18 juillet 1975, est un auteur de bande dessinée américain.

## Biographie
Son père, Kenneth Bodē, est un poète qui n'a jamais été publié. Chômeur, ivrogne, il maltraite sa femme, Elsie, qui choisit de divorcer alors que Vaughn est âgé d'une dizaine d'années. Elle élève alors seule ses quatre enfants. En 1958, Vaughn Bodē sert un an dans l'armée puis est réformé pour raisons psychiatriques. À l'âge de 20 ans, il épouse Barbara Hawkins, une amie du lycée dont la famille est très religieuse. Ils auront un enfant, Mark. Après des débuts dans le monde de la publicité, il reprend des études à l'Université de Syracuse. C'est dans le journal étudiant Sword of Damocles qu'il dessine ses premières bandes dessinées. Très vite, il commence à vivre de son travail. Sa vie de couple pâtit de l'existence bohème et estudiantine de Bodē, de plus en plus tenté par une sexualité hors-normes (il se définit comme « auto-sexuel, hétérosexuel, homosexuel, maso-sexuel, sado-sexuel, trans-sexuel, uni-sexuel et omni-sexuel »). Barbara et lui finissent par divorcer — sans pour autant rompre le contact.

Le 27 septembre 1957, il crée le Cheech Wizard, un sorcier timide qui se cache dans son chapeau. Vaughn Bodē développe un monde de fantaisie étrange et fantasmatique dans lequel des hommes-lézards un peu minables cherchent la compagnie des femmes, qui sont elles belles et fortes. On peut voir la plus grande part de l'œuvre de Vaughn Bodē comme une vision philosophique des rapports entre hommes et femmes. Synthétisant avec talent et humour l'esprit contestataire des années 1960-70, Vaugh Bodē est avec Robert Crumb et Gilbert Shelton un important auteur underground américain.
Sa mort prématurée (dans une expérience d'auto-pendaison « mystique » ou « érotique », selon les versions) ne sera que le début de sa légende : le graphisme de Vaughn Bodē impressionne les premiers graffiteurs américains tels que Dondi White, Seen et Tracy 168, qui en font le fondement référentiel de leur art naissant. Des artistes de graffiti français comme Oeno peignent également ces personnages dans leurs lettrages.

## Publications
- Das Kämpf, auto-édité en 1963, considéré comme un des tout premiers comics underground.
- Cobalt 60 (Tundra Publishing)
- Deadbone, publié dans le magazine de Science-Fiction Galaxy de 1969 à 1971.
- Junkwaffel, de 1971 à 1974.
- Cheech Wizard, dans le National Lampoon de 1971 à 1975.
- Erotica Vol. 1-4 (Fantagraphics Books)
- Sketchbook Vol. 1-3
- Vampirella #3 & 4 (1970) couverture avec Larry Todd
- Schizophrenia (Fantagraphics Books)

### Albums publiés en français
Bien que l'œuvre de Vaughn Bodē ait de nombreux amateurs dans les pays francophones, elle y a été très rarement éditée.
- Salut ! (éd. Futuropolis, coll. 30/40), 1975
- Erotica (éd. Neptune), 1983
- Das Kämpf (éd. Aux Forges de Vulcain), 2013

## Prix et distinctions
- 1969 : Prix Hugo du meilleur artiste amateur
- 1974 :  Prix Yellow-Kid de l'auteur étranger au festival de Lucques, pour l'ensemble de son œuvre
- 1975 : Prix Inkpot (à titre posthume)
- 2006 : Temple de la renommée Will Eisner (à titre posthume)